# Droit de la nationalité et de la citoyenneté britannique
Pour les articles homonymes, voir Britannique.
Le droit de la nationalité et de la citoyenneté britannique est complexe en raison des différents statuts accordés du fait de l'histoire coloniale du pays. Ses fondements actuels et généraux ont été posés par le British Nationality Act de 1981. Les différents statuts font la distinction principalement entre les citoyens britanniques et les citoyens provenant des territoires britanniques d'outre-mer. Ils sont tous rassemblés sous la notion de citoyen du Commonwealth. Cette notion n'est toutefois pas spécifique au droit britannique : la plupart des États membres du Commonwealth ont leurs propres lois régissant les droits afférents à ce statut. Contrairement à la majorité des États-nations, il est possible d'être titulaire de la nationalité britannique sans être citoyen britannique: c'est notamment le cas de certains ressortissants de pays qui faisaient partie de l'Empire britannique, ou de la plupart des habitants de Hong Kong.

## Histoire du droit de la nationalité et de la citoyenneté britannique
Historiquement, la common law accordait la citoyenneté britannique sur le fondement du droit du sol. Progressivement, le droit du sang a aussi été instauré pour les personnes nées à l'étranger de parents britanniques. Aucune réelle procédure de naturalisation n'était sinon prévue, bien qu'une procédure législative y suppléait, accordant les droits civiques mais pas les droits politiques (éligibilité, etc.), ainsi qu'une procédure exécutive, dite de denization (en), qui permettait notamment aux étrangers d'être propriétaires de terres situées dans le Royaume. Le Sophia Naturalization Act de 1705 accordait ainsi la nationalité anglaise à Sophie de Bohême, fille d'Élisabeth Stuart née à l'étranger, ainsi qu'à tous ses descendants de confession protestante. Bien que cette loi ait été abrogée en 1948, elle a permis à Ernest-Auguste IV de Hanovre d'obtenir en 1958 la nationalité britannique.
L'Acte d'Union de 1800 accorde la citoyenneté britannique à la population irlandaise, en lui permettant ainsi de s'installer en Angleterre. Les immigrants irlandais allèrent toutefois plutôt aux États-Unis. Le Passenger Vessels Act de 1803 (en), abrogé en 1826 et peu strictement appliqué, limitait fortement l'émigration, dans un esprit mercantiliste, en augmentant le prix des traversées transatlantiques. Les dispositions limitant l'émigration furent abolies dans les années 1825-1826, rompant ainsi avec l'idéologie mercantiliste. Alors que la liberté de circulation était favorisée à l'intérieur, le Aliens Restriction Act de 1836 déplace les contrôles au niveau national, en obligeant toute personne ne possédant pas la nationalité anglaise à présenter au douanier « tout passeport en sa possession » ou à lui annoncer « à quel pays il ou elle appartient, ainsi que le pays et le lieu d'où il ou elle arrive ». Il précisait que la charge de la preuve (de démontrer la possession de la nationalité anglaise) incombait au porteur, l'obligeant à faire la preuve de son identité, procédure qui favorisait ainsi le développement des passeports. Cette loi tombe cependant progressivement en désuétude, et ces formalités ne seront rétablies qu'en 1905.
Des lois établissant des procédures administratives de naturalisation furent promulguées en 1844, 1847 et 1870. La loi de 1870 introduisit aussi la possibilité de perdre ou d'abandonner la nationalité britannique, prévoyant notamment que les femmes britanniques se mariant avec un étranger perdraient leur citoyenneté, ce qui était une rupture importante avec la common law qui proscrivait toute dénationalisation.

### British Nationality and Status of Aliens Act de 1914
Le British Nationality Act et le Status of Aliens Act de 1914, en vigueur au 1er janvier 1915 et adoptés quasi-simultanément, forçaient les individus voulant entrer sur le territoire national à prouver leurs droits et donc à présenter des passeports ou d'autres documents d'identification. L'immigration avait déjà été fortement restreinte par l'Aliens Act de 1905 (en), combattu par les libéraux de Manchester. L'UK Immigration Service (en) est créé l'année suivante. Les lois restreignaient fortement le séjour des étrangers, les astreignant notamment à la détention d'un certificat et à l'enregistrement de leur lieu de résidence auprès de la police, et prévoyaient l'attribution du statut de sujet britannique selon les modalités suivantes :
- naissance à l'intérieur d'un des dominions de Sa Majesté ;
- naturalisation au Royaume-Uni ou dans l'un des dominions ayant adopté les critères impériaux de naturalisation ;
- par filiation paternelle, limitée à une génération (l'enfant d'un père britannique né à l'étranger). Une loi de 1922 étend aux générations suivantes, nées à l'étranger, la possibilité de se faire enregistrer en tant que citoyens britanniques dans l'année suivant la naissance ;
- par mariage d'une femme étrangère avec un citoyen britannique ;
- dans des circonstances spécifiques, des ex-citoyens britanniques ayant perdu la nationalité par mariage ou parce que leurs parents avaient perdu leur statut (par exemple, pour une femme devenue veuve, ou pour des enfants atteignant l'âge de 21 ans).

On pouvait normalement perdre le statut de sujet britannique par :
- la naturalisation dans un État étranger (par exemple, la France ou les États-Unis) ;
- par mariage avec un homme étranger. Avant 1933, la femme perdait la nationalité britannique même si elle n'acquérait pas la nationalité de son mari, devenant effectivement apatride ;
- le fait d'être l'enfant d'un père britannique ayant perdu la nationalité britannique, à condition que cet enfant ait aussi détenu la nouvelle nationalité de son père ;
- abandon.

L'Aliens Order de 1920 rend permanente toutes les restrictions adoptées pendant la guerre.

### La loi de 1948, le statut de «citoyen du Royaume-Uni et des colonies» (CUKC) et les lois sur l'immigration

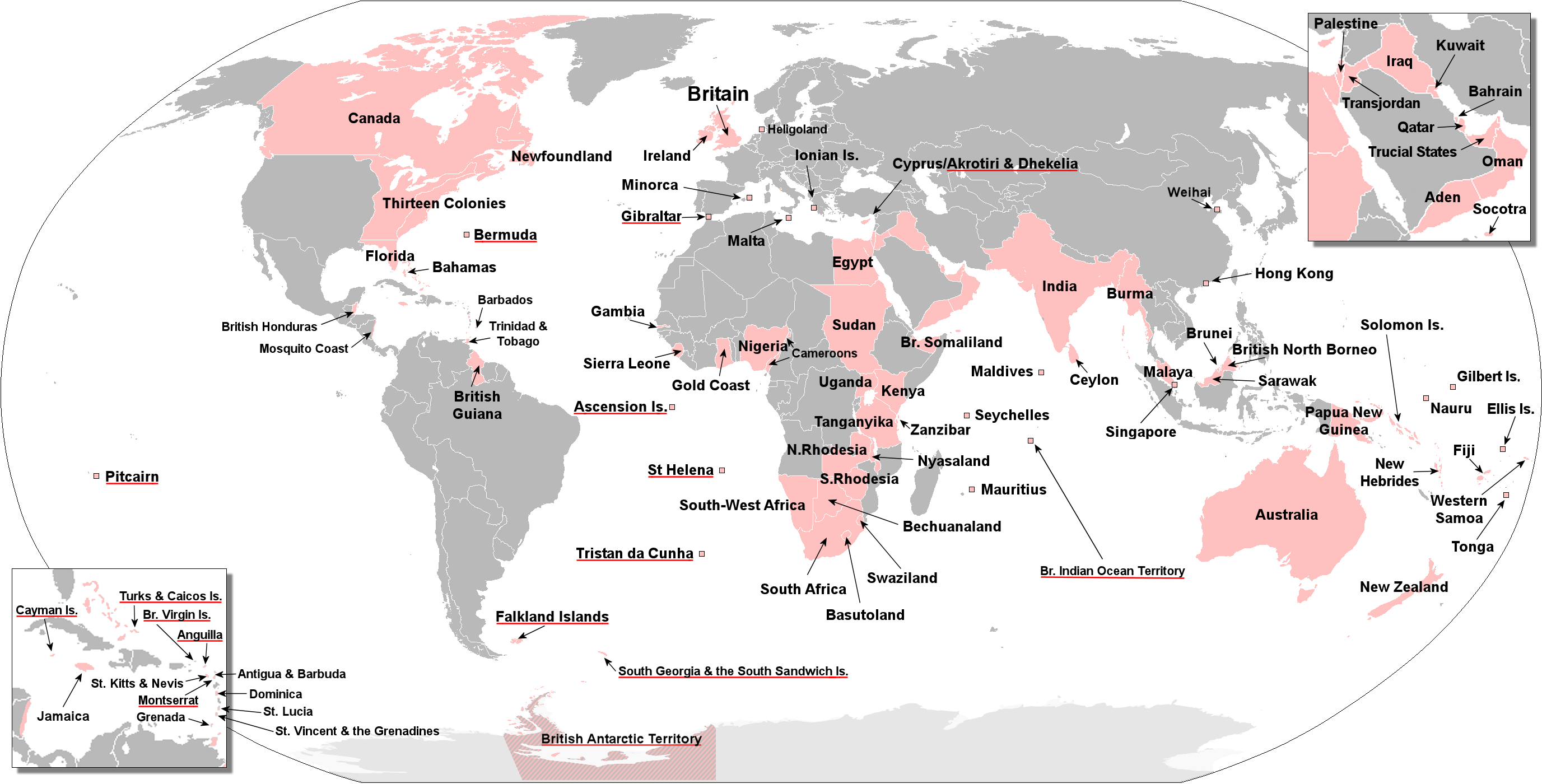
Carte des différentes emprises de l'Empire britannique.

Après la décision du Canada, en 1946, de promulguer ses propres lois concernant la nationalité canadienne, les chefs de gouvernement du Commonwealth se sont accordés pour réformer le droit de la nationalité. Auparavant, tous ces États (à l'exception de l'État libre d'Irlande) partageaient un seul et unique statut, celui conférant à leurs citoyens le statut de sujet britannique. Il fut ainsi décidé que chaque État adopterait une législation spécifique.
Ainsi, dans l'empire britannique, le British Nationality Act de 1948 (en) a accordé le statut de « citoyen du Royaume-Uni et des colonies » (CUKC) à toute personne née au Royaume-Uni ou dans l'une des colonies de l'empire. Celles-ci étaient simultanément des citoyens du Commonwealth. Jusqu'au Commonwealth Immigrants Act de 1962 (en), tout citoyen du Royaume-Uni et des colonies pouvait librement entrer et résider sur le territoire britannique. La loi de 1948 permettait l'obtention d'une double nationalité, sauf pour les citoyens du Commonwealth ou les sujets britanniques ayant adopté la nationalité de l'État en question : en d'autres termes, une personne demandant la citoyenneté canadienne, par exemple, perdait le statut de CUKC. Le British Nationality Act de 1964 permettait toutefois aux personnes ayant abandonné leur citoyenneté britannique au profit de la nationalité d'un État membre du Commonwealth de reprendre leur nationalité originelle. Il empêchait aussi toute personne menacée de devenir apatride de perdre son statut de CUKC. La même année, une autre loi permet aux citoyennes du Royaume-Uni et des colonies de transmettre leur statut à leur enfant si celui-ci risquait de devenir apatride par défaut. En règle générale, la transmission de nationalité ne pouvait se faire que par le père.
Le gouvernement britannique refusa alors d'accorder la pleine citoyenneté aux personnes nées en Inde ou au Pakistan et qui n'avaient pu obtenir la nationalité indienne ou pakistanaise. Celles-ci devinrent donc des sujets britanniques sans toutefois détenir la citoyenneté britannique. Depuis 2003, les personnes dans ce cas peuvent obtenir la citoyenneté de droit commun, même sans résider au Royaume-Uni ; le fait d'y résider peut toutefois permettre de l'obtenir par d'autres procédures, préférables puisqu'elles permettent aussi de transmettre ensuite cette citoyenneté par filiation.
Le Commonwealth Immigration Act de 1968 a accentué la distinction entre les CUKC ayant le droit d'entrer et de séjourner sur le territoire britannique, et ceux qui en étaient privés. Cela eut pour effet, pour un certain nombre de personnes nées en Afrique de l'Est dans des États ayant accédé à l'indépendance, de ne jouir dans aucun endroit du right of abode (en), ou droit de séjour illimité.
L'Immigration Act de 1971 (en) a ensuite créé le concept de right of abode (en), qui permet à certains citoyens du Commonwealth et sujets britanniques d'être exonérés de tout contrôle aux frontières. La loi accentua ainsi la distinction entre les différents CUKC, certains bénéficiant de ce droit, d'autres non. Le Royaume-Uni fut ainsi l'un des rares pays à ne pas accorder le droit d'entrée sur le territoire national à tous ses ressortissants, ce qui l'empêcha de ratifier le Quatrième protocole de la Convention européenne des droits de l'homme, signé en 1963. L'article 3 du protocole dispose en effet que « nul ne peut être privé du droit d'entrer sur le territoire de l'État dont il est le ressortissant. » Ces restrictions affectèrent en particulier les Indiens expulsés de l'Ouganda d'Idi Amin, qui étaient titulaires d'un passeport CUKC. 80 000 d'entre eux allèrent au Canada et en Afrique du Sud, et 25 000 seulement au Royaume-Uni, qui avait même envisagé de les envoyer sur les îles Salomon ou dans les Malouines. La droite (Ronald Bell (en), du Conservative Monday Club (en), s'illustra alors) affirmant que ces citoyens CUKC n'avaient pas de lien réel avec le Royaume-Uni, mais plutôt avec l'Inde, dont ils ne détenaient pas la nationalité.
Aujourd'hui, ce droit ne s'applique qu'aux personnes nées, adoptées ou mariées avant 1983. Ces conditions excluent par exemple l'Afrique du Sud et le Pakistan, qui n'étaient pas membres du Commonwealth en 1982, mais incluent le Zimbabwe, dont les nationaux étaient alors toujours considérés comme citoyens du Commonwealth en l'absence d'une réforme de la loi de 1981. Ce droit inclut le droit sans restriction de résider et de travailler, de façon permanente, au Royaume-Uni, celui d'entrer et sortir du territoire en utilisant les mêmes files que les citoyens britanniques, celui de bénéficier des systèmes de protection sociale, celui de voter et d'être éligible (ces derniers droits étant accordés à tout citoyen du Commonwealth). Les enfants nés au Royaume-Uni de personnes bénéficiant de ce régime sont normalement automatiquement dotés de la nationalité britannique.

## La loi de 1981 et les différentes catégories de citoyenneté britannique

Localisation des territoires britanniques d'outre-mer. Depuis 2002, les citoyens de ces territoires peuvent combiner à cette citoyenneté spécifique la citoyenneté britannique de droit commun, acquise de plein droit.

Le British Nationality Act de 1981, base du droit en vigueur, effectif depuis 1983, a remplacé le statut de « citoyen du Royaume-Uni et des colonies » (CUKC) par trois types de statut possible:
- « citoyen britannique » pour les CUKC bénéficiant du right of abode (en) (droit de domicile) sous l'Immigration Act de 1971 (en), c'est-à-dire pouvant librement et sans restrictions entrer et résider au Royaume-Uni et dans les Îles (îles Anglo-Normandes et île de Man). Outre les habitants du Royaume-Uni et des Îles dotés du statut ordinaire de la citoyenneté britannique, jusqu'en 2002 cela incluait seulement les habitants de Gibraltar ou des Malouines (en vertu du British Nationality (Falkland Islands) Act de 1983 (en) promulgué après la guerre des Malouines).

- « citoyen d'un territoire britannique dépendant » (British Dependent Territories Citizen, devenu depuis British Overseas Territories citizen (en) ou BOTC). Depuis le British Overseas Territories Act de 2002, ceux-là ont acquis la citoyenneté britannique de droit commun (sauf pour ceux provenant d'Akrotiri et Dhekelia, bases britanniques à Chypre).

- ou encore « citoyen britannique d'outre-mer » (British Overseas citizen (en), BOC). Ceux-là ne disposent pas nécessairement du droit de séjour sur le territoire britannique.

La citoyenneté britannique est ainsi la plus courante, et accorde le droit de domicile automatique. Toutefois, les droits accordés par ce statut sont restreints lorsqu'il a été acquis par le droit du sang, à l'étranger (c'est-à-dire pour une personne née en dehors du territoire britannique mais dotée de la citoyenneté britannique par filiation). Avec la rétrocession de Hong Kong en 1997, le nombre de personnes vivant dans les territoires dépendants du Royaume-Uni a plongé de 6 millions à 180 000.
Mis à part la citoyenneté britannique et celle de citoyen d'un territoire britannique dépendant, les autres formes de nationalité sont appelées à s'éteindre progressivement, n'étant transmissible qu'en cas exceptionnel (par exemple pour éviter à un enfant d'être apatride). Les citoyens britanniques d'outre-mer, les « sujets britanniques », les BPP (British protected person) et les BNO (British National (Overseas) (en), statut créé sur mesure pour les habitants de Hong Kong) n'ont pas le droit de domicile (right of abode (en)) au Royaume-Uni et sont donc soumis aux formalités communes régissant le droit des étrangers. 

### Les citoyennetés d'outre-mer
Deux formes distinctes de citoyenneté (BOTC et BOC) ont ainsi été établies pour régir les territoires britanniques d'outre-mer et les citoyens d'ex-colonies. La députée travailliste Fiona Mactaggart a qualifié celles-ci de « statut de seconde classe » .
Depuis le British Overseas Territories Act de 2002, tous les citoyens d'outre-mer BOTC (sauf ceux d'Akrotiri et Dhekelia) sont aussi citoyens britanniques : ces deux citoyennetés peuvent se conjuguer. Les BOC sont les ex-CUKC qui n'ont pu être requalifiés ni en tant que citoyens britanniques, ni en tant que BDTC. Ce sont le plus souvent des personnes dont le statut de CUKC provenait d'anciennes colonies, telles que la Malaisie ou le Kenya.
Le statut de British Overseas citizen (BOC) n'accorde pas automatiquement le droit d'entrée et de séjour sur tout territoire d'outre-mer, et d'aucune façon le droit d'entrée et de séjour au Royaume-Uni. À défaut d'avoir des lois spécifiques sur la nationalité, chacun de ces territoires a en effet la capacité de décider soi-même des lois gouvernant l'immigration, et peut ainsi accorder, ou non, le statut de belonger (en), en général mêlé de droit du sol et du sang.
Toutefois, depuis la réforme de 2002, les BOC résidant au Royaume-Uni peuvent obtenir la citoyenneté britannique, de droit commun, par une procédure non pas de naturalisation, mais d'enregistrement. Cela concerne en principe environ 35 000 personnes, pour la plupart des gens ayant travaillé pour l'administration coloniale en Inde et qui avant cette loi, et à la suite de la réforme de 1968 (en), n'étaient titulaires du right of abode (en) ni au Royaume-Uni ni dans aucun autre État. En pratique, elle ne concernerait toutefois que quelques centaines de personnes.

### Sujets britanniques, BNO (Hong Kong) et BPP
La loi de 1981 définit aussi le statut de « sujet britannique », qui s'applique aux anciens sujets de la Couronne qui n'étaient ni des CUKC, ni citoyens d'un État membre du Commonwealth. La plupart étaient des sujets du raj britannique ou d'Irlande, bénéficiant de ce statut depuis une période antérieure à 1949.
Il existe enfin deux autres catégories de nationalité britannique, l'une ad hoc, le British National (Overseas) (en) (BNO), créé en 1985-1986 en vue de la rétrocession de Hong Kong à la Chine, et les British protected persons (BPP). Les BNOs sont les anciens BOTC de Hong Kong qui n'ont pas acquis la nationalité chinoise après la rétrocession de 1997 et qui ne possédaient aucune autre nationalité que celle d'outre-mer. Cette nouvelle nationalité est accordée à vie et n'est pas transmissible. Elle devait être demandée; ceux qui ne l'ont pas fait et n'ont pas acquis la nationalité chinoise ont reçu la nationalité de BOC. Titulaires de la nationalité britannique, les BNO n'ont pas la citoyenneté britannique, et ne bénéficient pas non plus du right of abode. Cela a été critiqué en particulier, en 1996, par le Comité de l'ONU sur l'élimination des discriminations raciales, qui remarquait :
« que la plupart des personnes détenant le statut BNO ou BOC sont Asiatiques et que les jugements sur l'application de la citoyenneté semblent varier selon le pays d'origine, ce qui mène à l'assomption que cette pratique révèle des éléments de discrimination raciale »
Ils sont toutefois considérés à d'autres égards comme dotés de la citoyenneté du Commonwealth.
Les BPP proviennent de colonies sous statut de protectorat, ou d'État protégé, nominalement indépendant mais placé sous la « protection » de la Couronne (tel que Brunei, indépendant depuis 1984). Les BPP ne sont pas des citoyens du Commonwealth, ne sont pas considérés comme ayant la nationalité britannique, mais ne sont pas non plus des étrangers. Ils n'ont par exemple pas le droit de vote au Royaume-Uni, tout en étant éligibles à la plupart des fonctions publiques (armée, etc.). Cette forme atypique de nationalité pouvait être combinée avec celle du protectorat en question. Ce statut était toutefois perdu lorsqu'à l'indépendance, la personne acquérait la citoyenneté du nouvel État. Le British Protected Persons Order de 1978 retirait ce statut à toute personne ayant acquis une autre nationalité. Le British Nationality and Status of Aliens Act 1943 (section 2.1) prévoyait que les personnes nés dans un tel protectorat d'un père doté du statut de sujet britannique acquérait automatiquement, par droit du sang, la qualité de sujet britannique. Avec la loi de 1948, ces personnes ont acquis la CUKC. Aujourd'hui, après cinq ans de résidence au Royaume-Uni (trois ans si marié à un citoyen britannique) puis l'acquisition, depuis un an, d'une Indefinite leave to remain (en) (ILR; donc six ans de résidence), les BPP peuvent demander à obtenir la nationalité de droit commun par une procédure d'enregistrement.

## Naturalisation
La nationalité britannique peut s'obtenir par naturalisation, laquelle est décidée de façon totalement discrétionnaire par le secrétaire du Home Office. En règle générale, celui-ci suit certains critères, bien que, légalement, rien ne l'y oblige, et qu'il peut accorder ou refuser la naturalisation selon son bon plaisir. Les critères varient selon que le requérant est marié ou non à un citoyen britannique. Ces critères incluent :
- le droit illimité de séjour (indefinite leave to remain (en)) ou équivalent (droit au séjour, right of abode (en), accordé aux citoyens irlandais, aux citoyens de l'Union européenne ou aux citoyens d'un État membre de l'espace économique européen). Ce droit doit être détenu depuis plus d'un an si le requérant n'est pas marié.
- le fait de résider légalement sur le territoire britannique depuis trois ans (cinq ans si le requérant n'est pas marié);
- d'être de « bon caractère » (good character): un contrôle est effectué par la police ou autres organismes de contrôle;
- de connaître suffisamment les us et coutumes des britanniques, ce qui peut être démontré en passant un test Life in the United Kingdom ou en suivant des cours d'anglais et « de citoyenneté »;
- connaître l'anglais, l'écossais ou le gallois (ce qui peut être démontré en passant un test Life in the United Kingdom).

## Perte de la nationalité
La nationalité britannique peut être abandonnée sur demande. En vertu de l'Immigration, Asylum and Nationality Act de 2006 (en) (section 56), une personne ayant une double nationalité peut aussi être privée de la nationalité britannique pour des raisons liées à l'« intérêt public » (public good). Cette possibilité existait déjà depuis le Nationality, Immigration and Asylum Act de 2002 (en).
Le Royaume-Uni a néanmoins signé en 2007 l'accord d'interprétation de la Convention de Strasbourg du Conseil de l'Europe (1963) concernant la double nationalité.

## Statut des citoyens du Commonwealth

Pays du Commonwealth.

Les citoyens du Commonwealth (ex-sujets britanniques) ne sont pas juridiquement considérés comme étrangers. Ils bénéficient en particulier du droit de vote et d'éligibilité, ainsi que du droit d'occuper des emplois publics (y compris de souveraineté, tels que dans l'armée, la police, etc.). Certaines positions dans l'armée leur sont toutefois fermées, de même que dans les services de renseignement ou au Foreign and Commonwealth Office.
Ceux qui sont nés avant 1983, ou se sont mariés ou ont été adoptés avant 1983, peuvent bénéficier d'un right of abode (en), qui existe depuis 1971.
Ceux dont l'un de leurs grands-parents est né au Royaume-Uni, dans les îles anglo-normandes ou sur l'île de Man (ou s'il est né dans ce qui est aujourd'hui l'Irlande avant 1922), peuvent requérir depuis 1972 un UK Ancestry Entry Clearance qui donne le droit de travailler au Royaume-Uni pour une durée de 5 ans, après quoi le requérant peut demander une Indefinite leave to remain (en) (ILR, permis de séjour permanent) et, le cas échéant, être naturalisé. Cette procédure est souvent utilisée par de jeunes Australiens, Canadiens, Néo-Zélandais ou Sud-Africains . Ce certificat d'entrée a été créé après la réforme de 1971 qui annulait la plupart des droits conférés par la citoyenneté du Commonwealth en matière d'immigration au Royaume-Uni. Environ 8 500 personnes sont entrées au Royaume-Uni en 2006 grâce à ce certificat.
En outre, les citoyens australiens, canadiens et néo-zélandais entre 18 et 30 ans peuvent demander un working holiday visa (« Programme Vacances Travail ») qui leur permet de travailler deux ans au Royaume-Uni, dans le cadre du Youth Mobility Scheme qui a remplacé en 2008 le programme précédent. Le visa coûte 270 dollars. Les citoyens d'autres États du Commonwealth ne bénéficient pas, pour l'instant de ce régime, qui requiert un accord de réciprocité concernant ce sujet avec le Royaume-Uni. Environ 11 000 Néo-Zélandais profitent chaque année de cette possibilité. Cette possibilité n'est cependant pas liée à la citoyenneté du Commonwealth (le Japon en bénéficie également) mais à des accords bilatéraux.

### Droit de vote aux élections nationales
Les nationaux des pays du Commonwealth et d'Irlande ont, sans réciprocité, les mêmes droits de vote et d'éligibilité que les citoyens britanniques.
Ces droits n'ont pas été suspendus quand certains pays (Pakistan, Fidji) ont été exclus ou suspendus du Commonwealth à la suite de coups d'État.

## Droit de vote des citoyens européens
Les assemblées régionales (Écosse, Pays de Galles, Irlande du Nord) au Royaume-Uni sont considérées comme des assemblées locales et jusqu'au Brexit, les citoyens européens peuvent donc y voter après s'être inscrits sur les listes électorales. Lors de l'élection de l'Assemblée d'Irlande du Nord en mars 2007 plus de 6 200 résidents européens, principalement polonais, lituaniens et roumains sont inscrits. En Écosse, les citoyens européens ont le droit de voter aux élections locales, même après le Brexit.

## Droit de vote des citoyens britanniques
Avec le Brexit, les citoyens britanniques résidant en France perdent tous leurs droits de vote au premier janvier 2022:
- Après 15 ans passés en France, on perd le droit de voter sur les îles britanniques.
- Après le Brexit on perd le droit de voter aux européennes et aux municipales et on est rayés des listes électorales[12].